# اشالون
اشالون (به فرانسوی: Échallon) یک کمون در فرانسه است که در Canton of Oyonnax-Nord واقع شده‌است.

## خصوصیات
اشالون ۲۸٫۰۹ کیلومترمربع مساحت و ۷۷۵ نفر جمعیت دارد و ۹۰۰ متر بالاتر از سطح دریا واقع شده‌است.